# Vermittlungsstelle W
Die Vermittlungsstelle W war eine im September 1935 gegründete Organisation innerhalb der I.G. Farben, welche der Koordination zwischen Wehrmacht und dem Konzern zur Aufrüstung der Wehrmacht diente.

## Allgemein
Geplant wurde die Organisation seit 1933. Vor Kriegsausbruch bestand sie aus 6 bis 8 Fachleuten mit 30 bis 40 Angestellten. Ihren Sitz hatte sie in Berlin. Bis 1937 in der Straße Unter den Linden 78, dann in der Dorotheenstraße 34 und ab 1939 in der Kochstraße 73.
In allen Stammwerken der IG gab es Verbindungsleute zur Vermittlungsstelle, deren Hauptaufgabe es war, für die Mobilmachung sogenannte „Mob-Kalender“ aufzustellen. Außerdem wurden seit 1934 sogenannte „Kriegsspiele“ durchgeführt, bei denen die Bombardierung der Werke simuliert wurde. Georg von Schnitzler sagte bei seinem Verhör im August 1945 aus, das die I.G. Farben und die gesamte Schwerindustrie im Juni oder Juli 1939 vom geplanten Überfall auf Polen wusste und die deutsche Industrie im September 1939 vollständig mobil gemacht war.
In einem Schreiben der Vermittlungsstelle vom 31. Dezember 1935 heißt es:

„Die I.G. wird im Kriegsfalle den wehrwirtschaftlichen Behörden als ein großes Lieferwerk gegenüberstehen, das seine wehrwirtschaftlichen Belange – soweit dies technisch möglich ist – aus sich selbst ohne organisatorischen Eingriff von außen regelt.“

In der Vermittlungsstelle arbeitete der Chemiker Gerhard Ritter 1934/35 die Planung der Mineralölversorgung für den sogenannten „A-Fall“ (Kriegsfall) aus. Dieser Plan der später als „Mineralölplan“ bekannt wurde, ging von einem Kriegsbedarf von 2.860.000 Jahrestonnen leichter Treibstoffe, bei einem Anteil des Flugbenzins von 1.060.000 Jahrestonnen, aus.
Ein Schreiben der Vermittlungsstelle W vom 8. Juni 1939 stellt fest, dass 80 bis 100 Chemiker und Ingenieure an etwa 50–60 Wehrmachtsproblemen arbeiteten. Davon seien 30–40 % auf Initiative der IG Farben an die Wehrmacht herangetragen worden, und 10–20 % umgekehrt von der Wehrmacht an die IG Farben. Zwischen 1936 und 1943 gab es jährlich 10.000 bis 80.000 Brief Ein- und Ausgänge.
Die Vermittlungsstelle betreute auch sogenannte Schattenfabriken, z. B. für die Produktion von konzentrierter Salpetersäure zur Sprengstoffproduktion. Diese sollten geheim im Verborgenen existieren, vor allem um Luftangriffen zu entgehen. Ein Mitarbeiter der Vermittlungsstelle sagte später aus, dass die Errichtung von Schattenfabriken „eindeutig und unzweifelhaft Vorbereitungen für einen möglichen Krieg“ bedeuteten.
Außerdem diente sie auch als ein „Horchposten“ gegenüber Plänen von Partei, Staat und Wehrmacht.
Am 2. Januar 1936 wurde die Leverkusener Abwehrstelle gegen Industriespionage als „Abteilung A“ (Abwehr), ab Januar 1941 in „Büro A“ umgewandelt, der Vermittlungsstelle eingegliedert. Diese arbeitete eng mit der Abwehr und dem OKW zusammen und lieferte diesen und anderen staatlichen Dienststellen umfangreiches Material aus dem IG-Nachrichtennetz.
Nach einem Untersuchungsbericht der amerikanischen Militärregierung (OMGUS) wurden die Akten der Vermittlungsstelle kurz vor Kriegsende vernichtet.

## Bewertung
Der Untersuchungsbericht der amerikanischen Militärregierung konstatiert, dass die Beziehungen der IG zur Wehrmacht so eng geworden waren, dass es einer koordinierenden Stelle bedurfte. Der Direktor des Untersuchungsabteilung für Kartelle und Auslandsvermögen beim Office of Military Government for Germany (U.S.) schätzt die Vermittlungsstelle als Forschungsanstalt des deutschen Staates ein, die die Verantwortung für die militärische Stärke Deutschlands übernahm, und wesentlich mehr tat als nur Anweisungen zu befolgen. Der Historiker Raymond G. Stokes urteilt, es scheine so, „als hätten die Spitzenmanager der I.G. schon früh gespürt, daß es bald zum Krieg kommen könnte.“